# Meyer & Meyer (Verlag)
Die Meyer & Meyer Fachverlag und Buchhandel GmbH  ist ein deutscher Verlag aus Aachen. Er ist spezialisiert auf Sachbücher zu Sportthemen.

## Geschichte
Der Verlag wurde am 18. Januar 1984 von Hans Jürgen Meyer und seinem Vater Johann Meyer gegründet. Ein Jahr später wurde die erste internationale Lizenz eines Meyer & Meyer Buches in die Niederlande verkauft und der erste Band des Autorenteams Klaus Bischops und Heinz-Willi Gerards erschien, dem im Laufe der Jahre mehr als 25 weitere Bände folgten. Zum Jahresende waren im Meyer & Meyer Verlag mehr als 160 Bücher lieferbar und ein Jahr später (Ende 1988) umfasste das Verlagsprogramm bereits mehr als 220 Bücher.
Von dem amerikanischen Verlag „Shelter Publications“ werden 1989 die ersten Lizenzen des amerikanischen Bestsellerautors Jeff Galloway erworben. Das erste regionale Buch mit dem Titel „Die Eifel“ von Hans-Peter Schnepel erschien in der insgesamt zehnbändigen Reihe „Preiswert Reisen in Deutschland“. Der wissenschaftliche Verlagsbeirat wurde gegründet.
Unter der Präsidentschaft des Meyer & Meyer Verlages wurde 1991 anlässlich der Frankfurter Buchmesse mit der „World Sport Publishers' Association“ eine weltweite Organisation von Sportverlagen gegründet. Mit „Sport into the 90’s“ erschien der erste englischsprachige Titel des Verlages. Ein Jahr später gingen der Deutsche Turner-Bund und der Meyer & Meyer Verlag eine heute noch bestehende Zusammenarbeit an.
Aktuell (Stand: 12. September 2023) ist Martin Meyer Geschäftsführer des Verlags.